# 브라이언 워런
브라이언 리처드 워런(Bryan Richard Warren, 1967년 4월 26일 ~ )은 전 KBO 리그 한화 이글스의 선수이며, 볼티모어 오리올스의 국제 스카우트로 활동하고 있다.